# Commune sanctorum

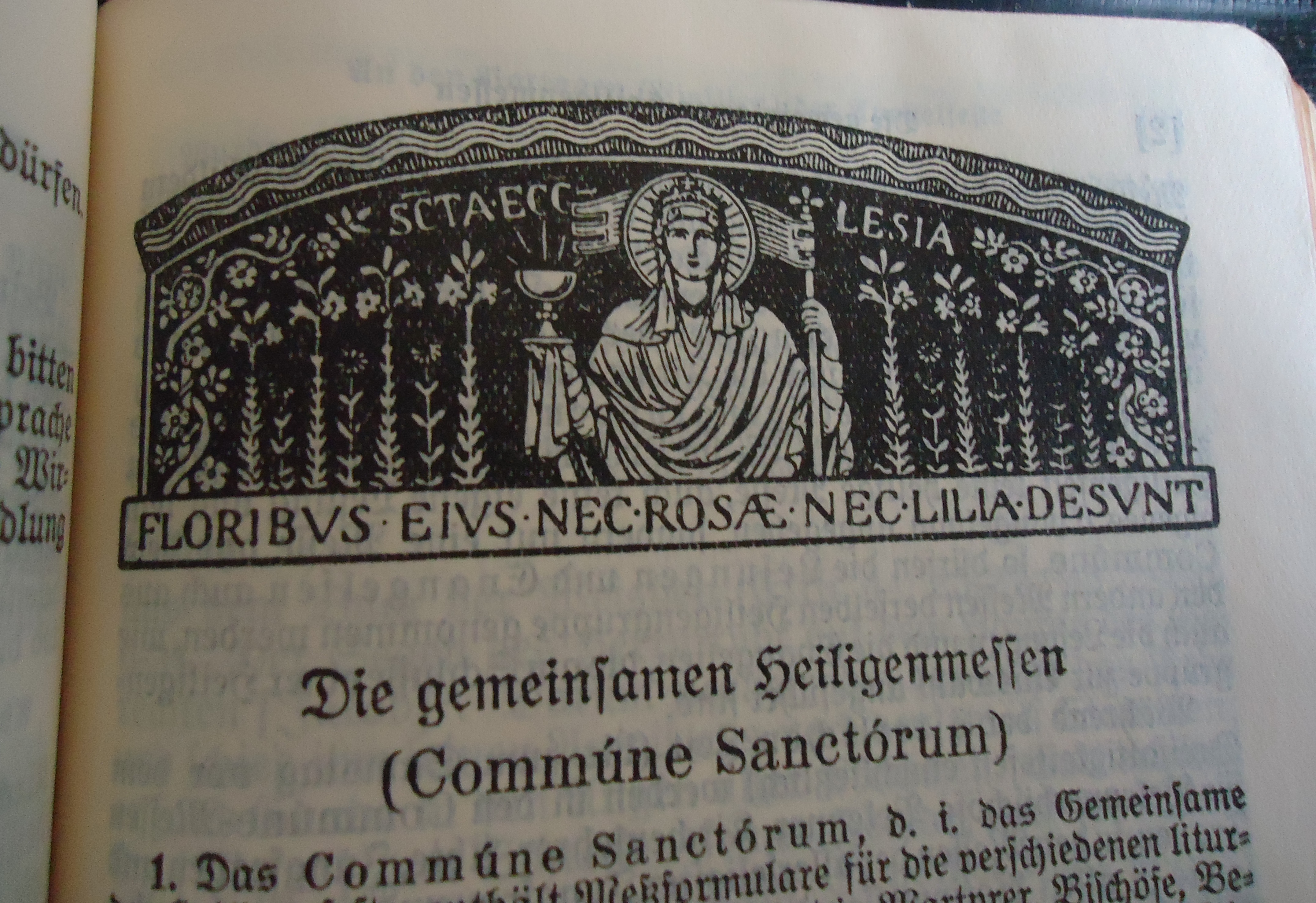
Začátek commune sanctorum v Schottově misálu z roku 1952

Commune sanctorum [komune sanktórum] je část určité liturgické knihy (především jde o misál a breviář) s proměnnými liturgickými texty pro vymezené skupiny světců (například apoštoly, evangelisty, mučedníky, vyznavače, panny nebo řeholníky); ty se použijí, pokud sanktorál pro slavnost, svátek nebo památku určitého světce neobsahuje vlastní mešní formulář či příslušnou modlitbu.